# Ellerbrock
Ellerbrock und seine Varianten sind Familiennamen des deutschen Sprachraumes.

## Herkunft und Bedeutung

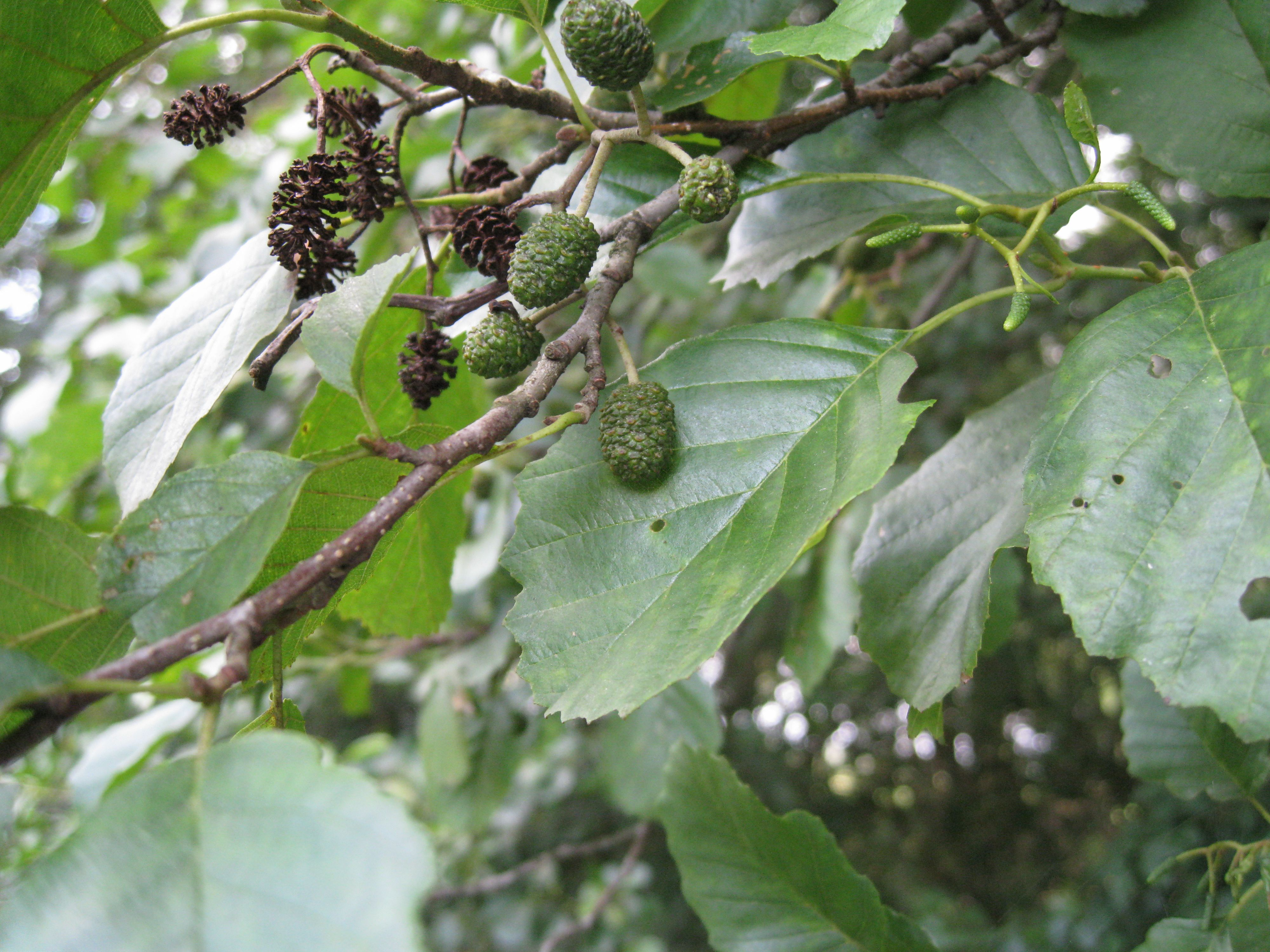
Erle

Ellerbrock ist der niederdeutsche Name für Erlenbruch. Erle ist ein Baum und Bruch ein nasses Baum-/Waldgebiet.

## Aussprache
Das „ck“ ist im Niederdeutschen ein Dehnungslaut und hat zur Folge, dass das „o“ lang gesprochen wird.

## Varianten
- Ellerbroek
- Ellerbroock
- Ellerbrok
- Ellerbrook

## Namensträger
- Bernd Ellerbrock (* 1955), deutscher Journalist, Fotograf und Autor
- Dagmar Ellerbrock (* 1966), deutsche Historikerin
- Christian Ellerbrock (* 1968), deutscher Unternehmer
- Holger Ellerbrock (* 1948), deutscher Politiker
- Karl-Peter Ellerbrock (* 1957), deutscher Wirtschaftshistoriker, Direktor des Westfälischen Wirtschaftsarchivs
- Rolf Ellerbrock (Fußballspieler) (* 1925), deutscher Fußballspieler
- Rolf Ellerbrock (Ringer) (* 1933), deutscher Ringer
- Sabine Ellerbrock (* 1975), deutsche Rollstuhltennisspielerin und Paralympics-Teilnehmerin
- Heinrich Ellerbrok (* 1894; † 1975) deutscher Töpfer und Politiker
- Ude Willms Ellerbroek, Kirchvogt der Canhuser Kirche